# 张光缙
张光缙，字爾衷，號璇源，山西泽州（今晋城）人，明朝政治人物，进士出身。

## 生平
万历二十八年（1600年）庚子科山西乡试举人，萬曆三十二年（1604年）登甲辰科进士，授四川泸州知州，歷官工部郎中，督崇文、荆关税。萬曆四十年（1612年）升任庐州府知府，以外艰归。萬曆四十五年（1617年）任松江府知府。
有弟争蔭，辇金挤兄，力拒其事，尚書董其昌有“此判南山不可移，颂声宁独麦双岐”之句。升任为陕西兵粮道副使。天启初升山东右参政，三年（1623年）升本省按察使，仍管怀隆道，寻调霸州兵备道，改遵化道。天启五年五月以依傍门户为御史门克新參劾，被削籍为民。
崇禎帝即位，起磁州兵备道，不久擢布政使。党人修旧恡，谬加浮躁，言官白而止。移会嘉，调陕西商雒道，迁山东右布政，未行寇压境，光缙以为商乃西安门户，力御之，寻加陕西右藩，因所属不戒，挂议归。居乡好义。甲申之變后，杜门不出而卒。

## 家族
祖父张朝器，贈河南按察使。父张思烈，贈河南按察使。兄光先，恩贡。弟张光前，字尔荷，庚戌进士、文选司郎中、大理寺少卿。光繡，贡生；光祚、光宇，俱生员。光宅，廪生；光復，附生。
光缙元配郭氏，贈淑人；继配杨氏，贈淑人；側室鍾氏、梁氏。五子：肇昇、肇昱、肇晟、肇昌、肇景，除肇晟外，其四俱知名。张肇昱，字晦之，號閒绿，崇祯十二年己卯科舉人。